# Cerastium mollissimum
Cerastium mollissimum là loài thực vật có hoa thuộc họ Cẩm chướng. Loài này được Poir. mô tả khoa học đầu tiên năm 1811.